# Euconocephalus remotus
Euconocephalus remotus là một loài côn trùng trong họ Tettigoniidae, đặc hữu của Hawaii.